# Santa Pau
Santa Pau és una vila i municipi de la comarca de la Garrotxa, a les Comarques Gironines.
| Entitat de població | Habitants (2023) |
| Santa Pau           | 620              |
| Can Blanc           | 386              |
| Sant Martí          | 180              |
| Sant Miquel Sacot   | 100              |
| Can Jofre           | 72               |
| els Arcs            | 72               |
| el Sallent          | 57               |
| Can Xel             | 40               |
| Can Font            | 23               |
| Can Potxa           | 22               |
| Pujolars            | 21               |
| les Fages           | 14               |
| Santa Llúcia        | 9                |
| Font: Idescat       |                  |

## Geografia
- Llista de topònims de Santa Pau (Orografia: muntanyes, serres, collades, indrets..; hidrografia: rius, fonts...; edificis: cases, masies, esglésies, etc).

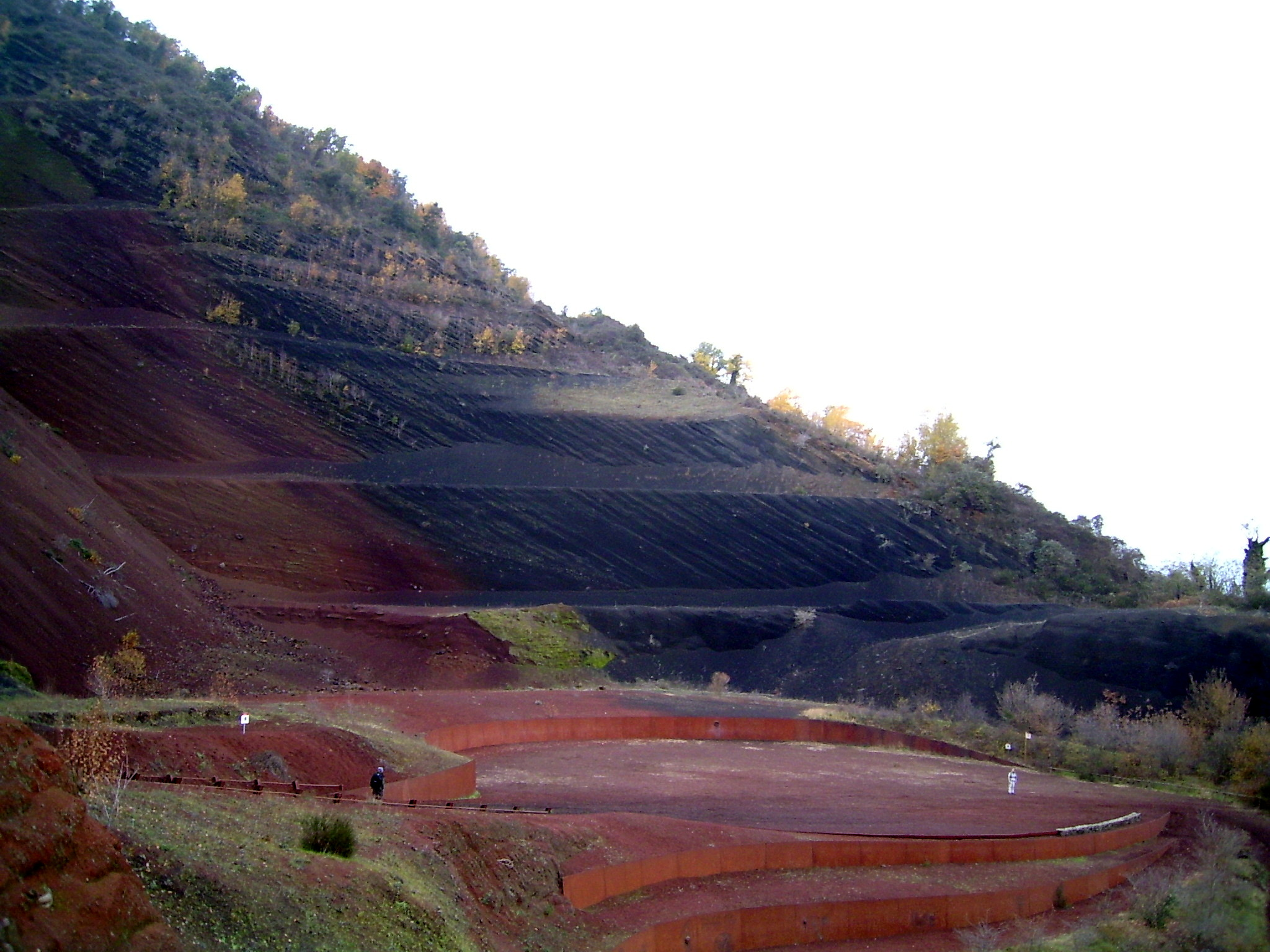
Grederes del volcà del Croscat

És al sud-est de la plana d'Olot, en plena Zona Volcànica, enmig de la vall entre les serralades de Sant Julià del Mont i Serra de Finestres i a 496 m sobre el nivell del mar. Compta amb una única via de comunicació: la carretera d'Olot a Banyoles, i es troba a una distància de 150 km de Barcelona, a 50 km de Girona i a 9 km d'Olot.
En línia recta equidista a 45 km de la Badia de Roses i del pic del Canigó, i tant l'un com l'altre són visibles en dies clars des de diversos indrets del terme municipal. Això dona un caràcter mixt de prepirineu i prelitoral a la seva climatologia i, per tant, també al tipus de vegetació.
El 81% del territori municipal forma part del Parc Natural de la Zona Volcànica de la Garrotxa, i dins aquest indret hi ha punts d'interès especial com el Volcà de Santa Margarida, el volcà Croscat i les grederes volcàniques, la Fageda d'en Jordà o el salt d'aigua de Can Batlle.

## Història

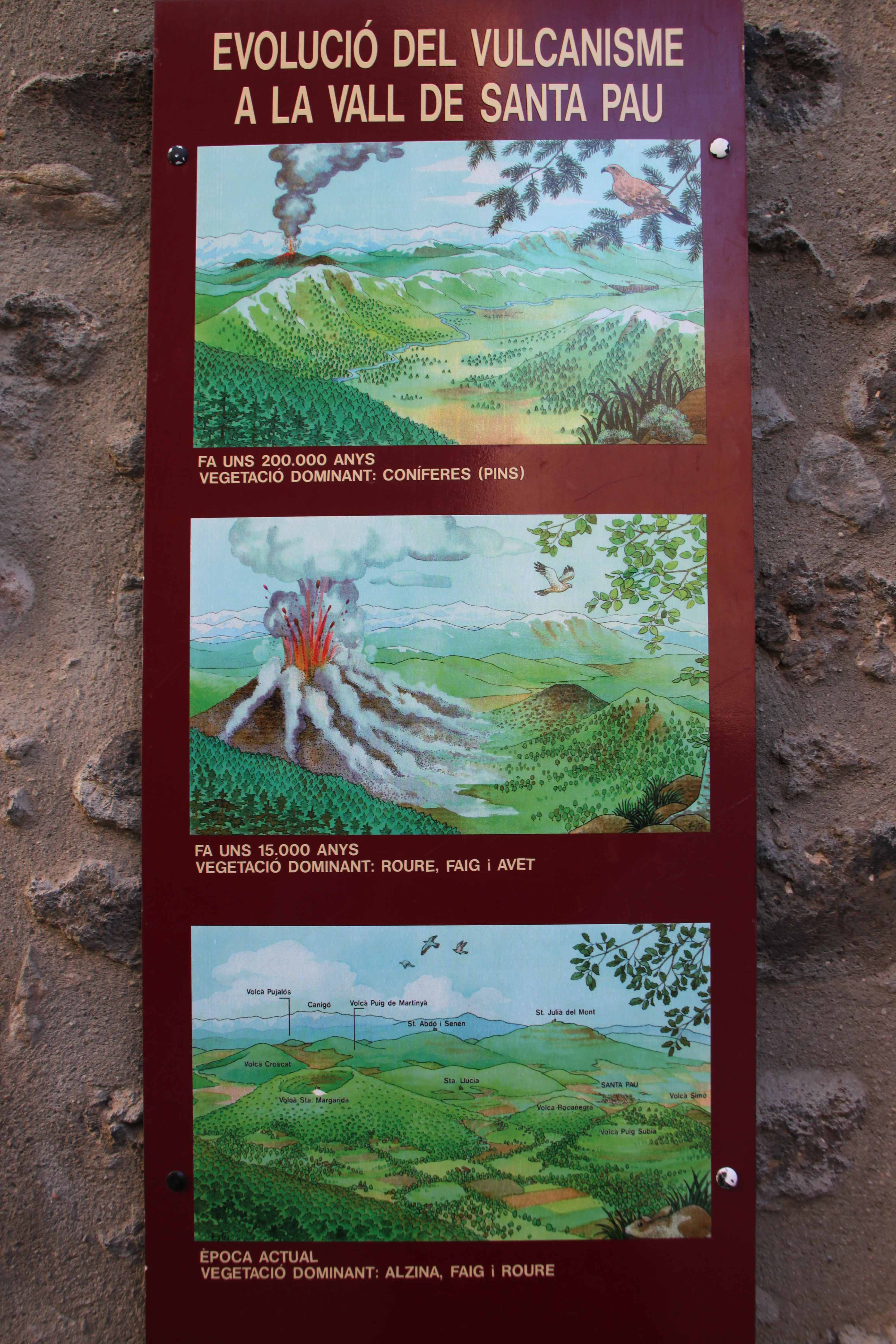
Evolució del vulcanisme a la vall de Santa Pau

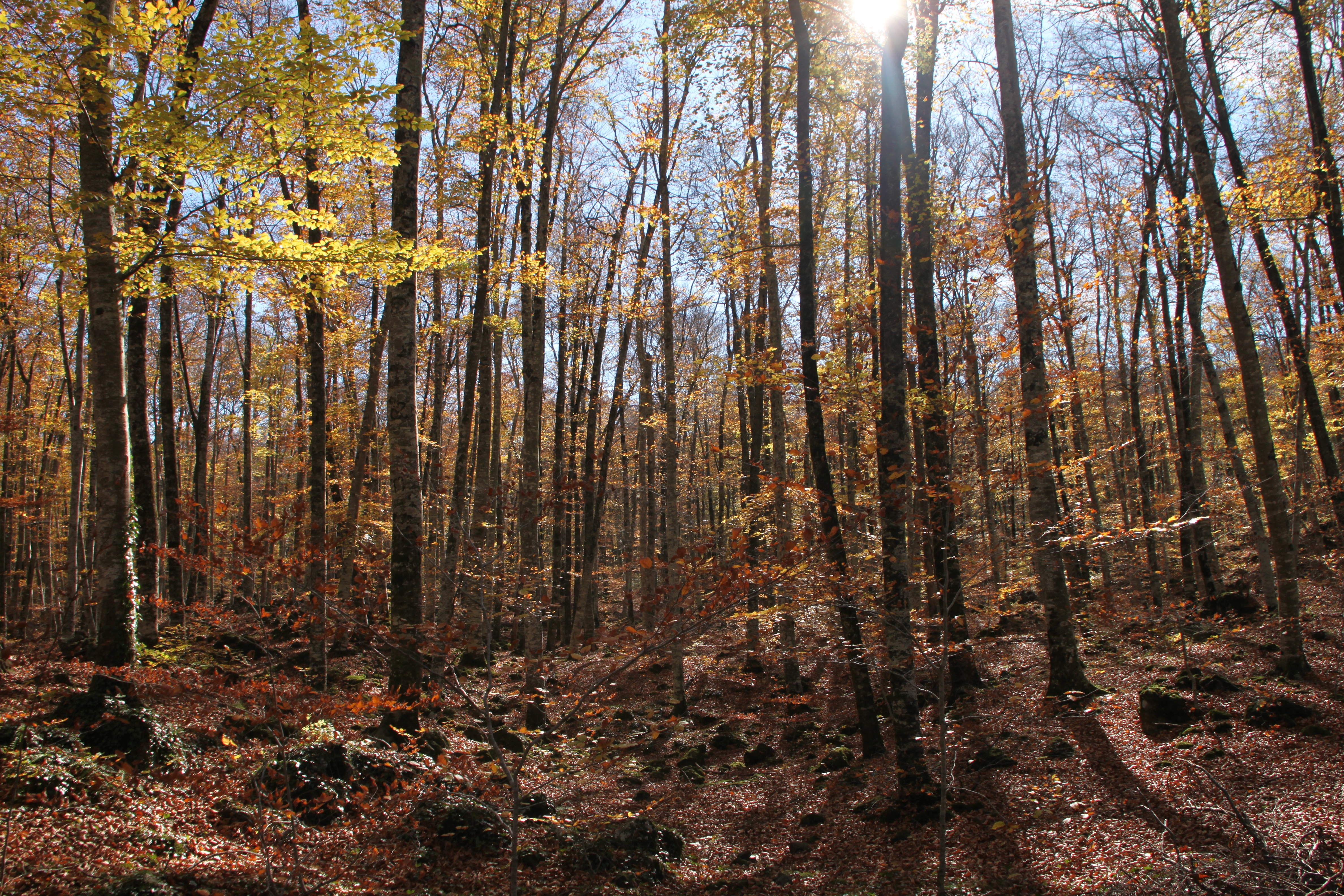
La fageda d'en Jordà

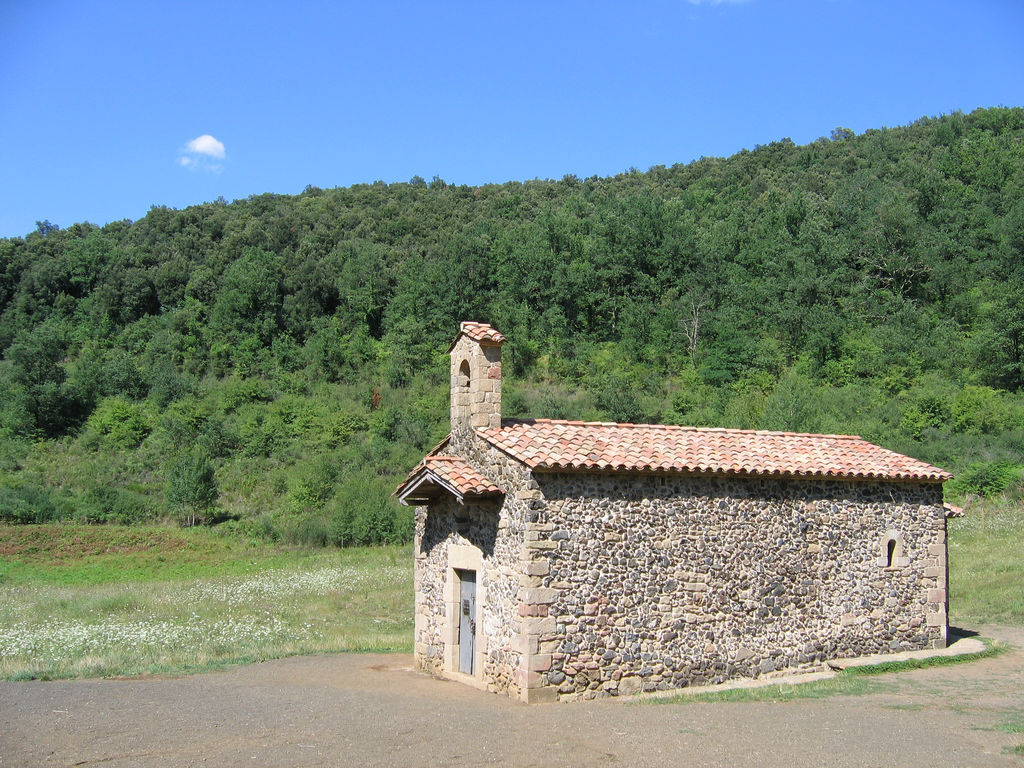
Ermita de Santa Margarida, situada dins del cràter del volcà homònim

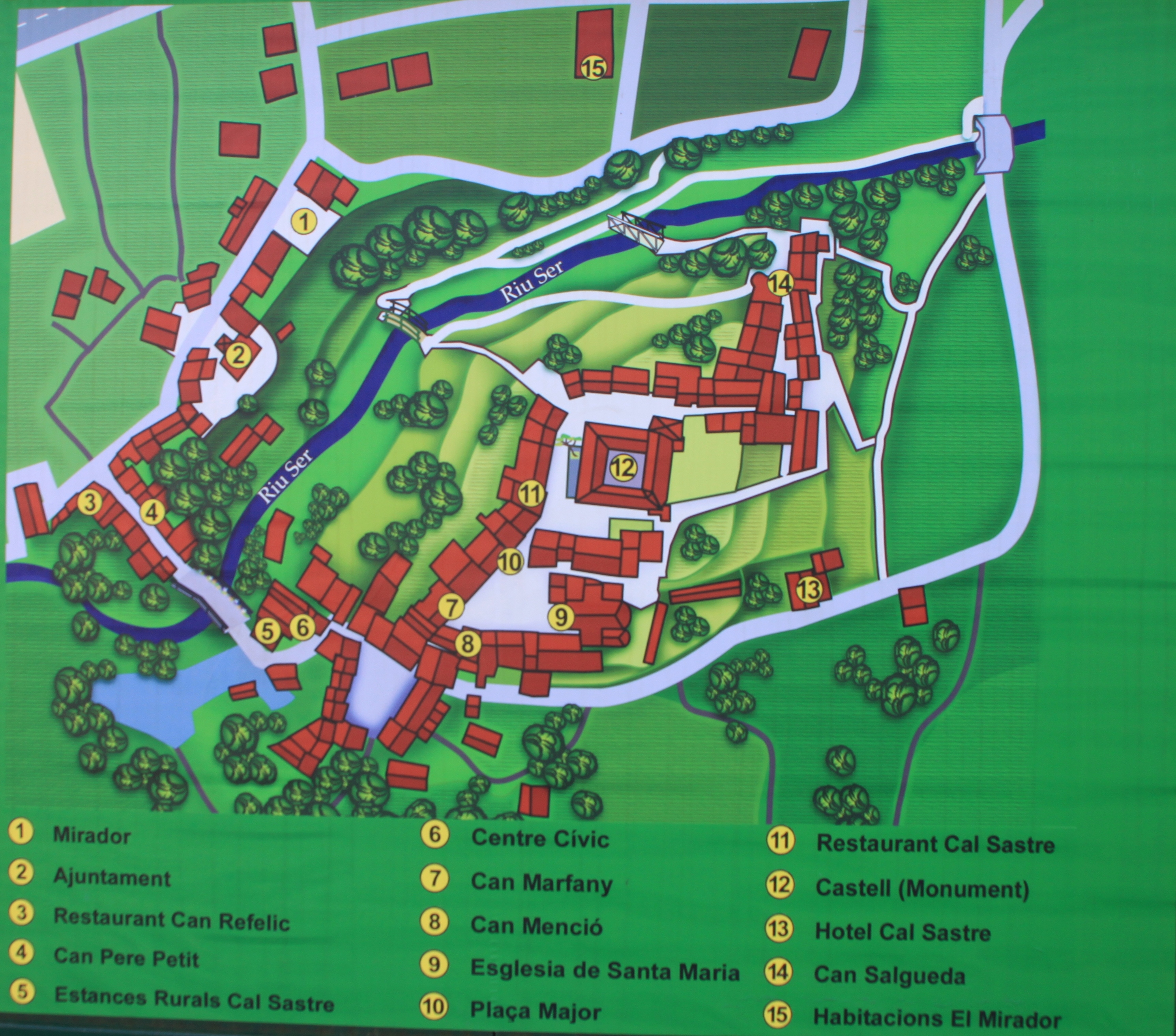
Mapa de Santa Pau

La primera menció a Santa Pau és en un document de l'any 878, on el rei franc Lluís el Tartamut confirma al monestir de Banyoles que les propietats que havien estat de l'abat Rímila de Sant Julià del Mont situades a la vall de Santa Pau eren formades per Sant Vicenç del Sallent i el lloc de Riudeaza, amb la cel·la de Santa Maria. No és fins al voltant dels anys 929-935 quan apareix mencionat el castell de Santa Pau, en un document en el qual del rei franc Radulf el dona a Oliba, senyor de Porqueres, tronc de la família dels castlans de Finestres. Fou aquesta família la que, a mitjans del segle xiii encapçalada per Ponç, senyor de Santa Pau i de Finestres, decideixen establir el centre dels seus dominis al castell de Santa Pau i agafen el cognom Santapau. L'any 1300 Ponç atorga una carta de poblament als habitants de la cellera de la parròquia de Santa Maria (aleshores als Arcs) i als qui anessin a poblar la nova vila, amb exempció dels mals usos i exigències senyorials i determinats privilegis. La carta fou confirmada l'any 1362 pel seu descendent Huguet de Santapau. La baronia de Santa Pau es va configurar com una jurisdicció molt important i comprenia les parròquies de Santa Maria de Finestres, Sant Aniol de Finestres, Santa Maria de Santa Pau, Sant Esteve de Llémena, Sant Andreu de la Barroca, Sant Joan de les Medes, Sant Miquel Sacot, Santa Maria de Batet, Sant Julià del Mont i Sant Vicenç del Sallent; en altres paraules, els actuals termes municipals de Santa Pau i Sant Aniol de Finestres, i l'antic terme de Batet de la Serra, que actualment forma part del municipi d'Olot.
La família Santapau fou una de les famílies més destacades de la noblesa catalana, emparentant-se amb les principals famílies d'aquesta i prenent part activa en moltes empreses de la Corona d'Aragó, des de Barbaria fins a Sicília i Sardenya. La baronia de Santa Pau va continuar a través dels Oms amb el casament de Joana de Santapau i Berenguer d'Oms, anomenant-se després Oms de Santapau. El 1567 el baró Antoni I Oms de Santapau vinculà la baronia als seus descendents agnaticis i, si aquests faltaven, als descendents també agnaticis de la seva filla Anna. Al segle xviii, el títol de la baronia passà als marquesos de Castelldosrius.
El 1846 aquest municipi va incorporar els termes de La Cot i El Sallent, fins llavors independents.
Durant la Guerra Civil espanyola, degut al context revolucionari contra l'hagiotoponímia, el municipi passà a anomenar-se Pau de Sert (on Sert fa referència al riu Ser).

## Art i arquitectura

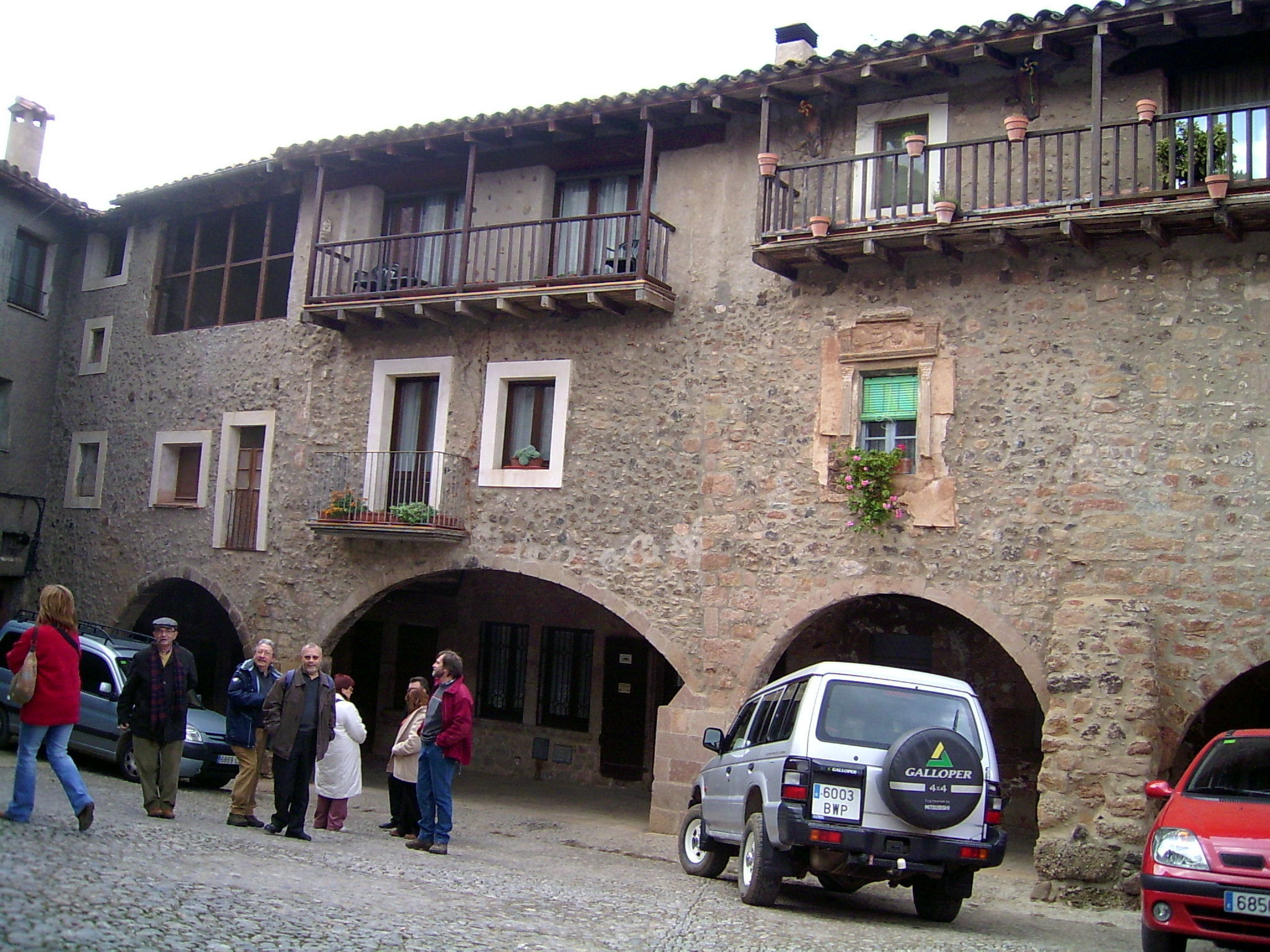
Plaça porticada de Santa Pau

Plaça major o Firal dels BousPlaça porticada presidida per l'església parroquial (s.XV-XVI). Les cases formen un conjunt adossat a l'antiga muralla. Lloc on se celebraven els mercats i fires, d'aquí el nom de Firal dels bous.
Mare de Déu dels ArcsSantuari situat a 2 quilòmetres de Santa Pau. Les arrels d'aquest lloc marià són molt antigues i poc clares. Mn. Constans, en el seu llibre "Girona, Bisbat Marià" publicat l'any 1954, afirma que Santa Maria dels Arcs fou construïda entre el 866 i el 877, probablement per una comunitat benedictina situada a la muntanya de Sant Julià del Mont, propera a la vila. No consta fins al 1098 com a parròquia de Santa Pau.
És important el patrimoni de llindes que coronen moltes portes de la vila.

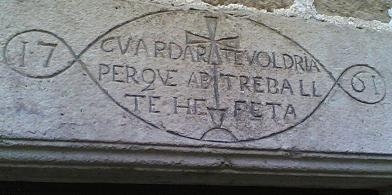
Llinda de Can Ballestoles

## Tradicions i cultura
- La Fesolada: la festa dels fesols de Santa Pau, poc després de Sant Antoni..
- Festa Major de Santa Pau: mitjans d'agost.
- Pessebre vivent 8 i 9 de Desembre.

## Educació
Llar d'Infants (0-3 anys)
- Llar d'Infants Joan Maragall
- Llar d'Infants de Santa Pau

Llar d'Infants (3-6 anys)
- Escola Joan Maragall

Primària
- Escola Joan Maragall

## Demografia
| 1497 f | 1515 f | 1553 f | 1717 | 1787  | 1857  | 1877  | 1887  | 1900  | 1910  |
| ------ | ------ | ------ | ---- | ----- | ----- | ----- | ----- | ----- | ----- |
| 56     | 93     | 102    | 633  | 1.788 | 2.606 | 2.336 | 2.353 | 2.066 | 2.184 |

| 1920  | 1930  | 1940  | 1950  | 1960  | 1970  | 1981  | 1990  | 1992  | 1994  |
| ----- | ----- | ----- | ----- | ----- | ----- | ----- | ----- | ----- | ----- |
| 2.364 | 2.107 | 2.025 | 1.988 | 1.635 | 1.514 | 1.263 | 1.388 | 1.385 | 1.385 |

| 1996  | 1998  | 2000  | 2002  | 2004  | 2006  | 2008  | 2010  | 2012  | 2014  |
| ----- | ----- | ----- | ----- | ----- | ----- | ----- | ----- | ----- | ----- |
| 1.445 | 1.448 | 1.484 | 1.506 | 1.516 | 1.565 | 1.584 | 1.600 | 1.604 | 1.567 |

| 2016  | 2018  | 2020  | 2022  | 2024  | 2026 | 2028 | 2030 | 2032 | 2034 |
| ----- | ----- | ----- | ----- | ----- | ---- | ---- | ---- | ---- | ---- |
| 1.524 | 1.573 | 1.614 | 1.605 | 1.611 | -    | -    | -    | -    | -    |